# Paraserianthes lophantha
Paraserianthes lophantha  es una especie de leguminosa en la familia de las Fabaceae. También se conoce como Albicia amarilla, Acacia plumosa o Albizia de plumas. Es originaria de Australia.

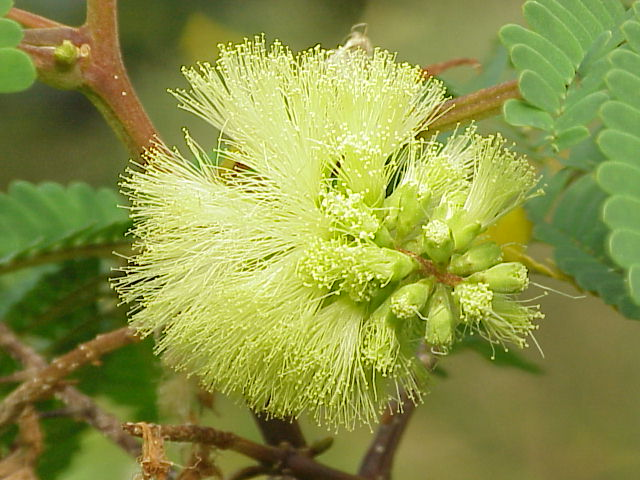
Inflorescencias

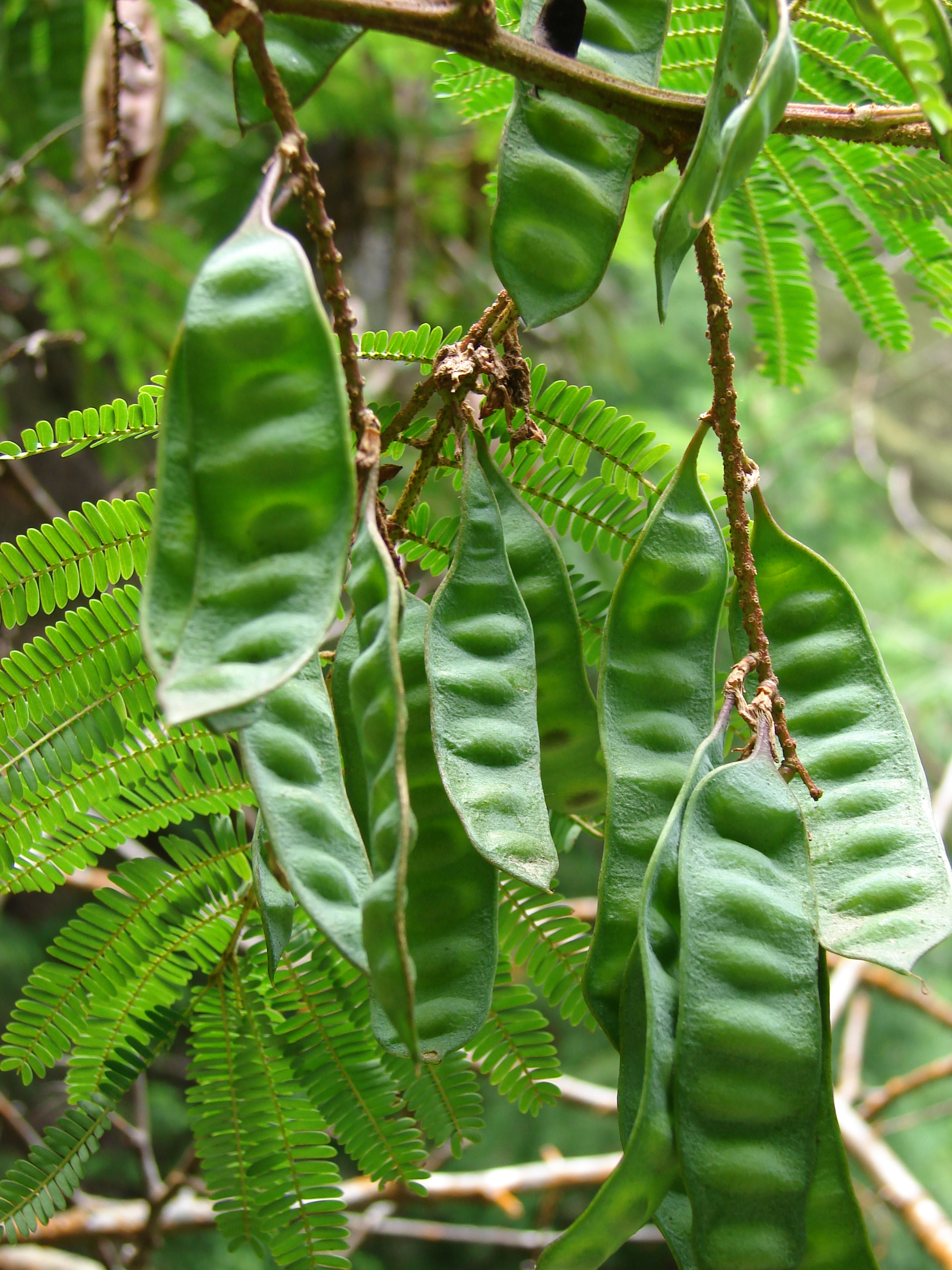
Frutos

## Descripción
En su etapa adulta puede llegar a medir entre 4 a 7 metros. Su floración se produce en invierno, siendo estas flores de pelusa de color amarillo y en forma de tubo. El follaje es perenne, sin embargo puede caer si es que hace mucho frío. 
Es muy común porque no requiere cuidados especiales para su cultivo, así puede crecer con sustratos pobres pero bien drenados y al resguardo del viento.
Especie muy parecida a la Albizia julibrissin, diferenciándose de esta por la tonalidad de las flores, ya que es esta son de colores rojo y amarillo.

## Taxonomía
Paraserianthes lophantha fue descrita por (Willd.) I.C.Nielsen  y publicado en Bulletin du Muséum National d'Histoire Naturelle, Section B, Adansonia. Botanique Phytochimie 5(3): 326. 1983[1984].
Etimología
Albizia: nombre genérico dedicado a Filippo Degli Albizzi, naturalista italiano del siglo XVIII que fue el primero en introducirla en Europa hacia los años 1740 desde Constantinopla.
lophantha: epíteto latino que significa "flor con cresta".
Sinonimia
- Acacia lophantha Willd.
- Albizia distachya (Vent.) J.F.Macbr.
- Albizia lophantha (Willd.) Benth.
- Feuilleea distachya (Vent.) Kuntze
- Mimosa distachya Vent.
- Mimosa elegans Andrews
- Mimosa lophantha (Willd.) Pers.	basónimo
- Mimosa lophantha Vent.[3]